# كريستيان روميرو
كريستيان غابرييل روميرو (بالإسبانية: Cristian Gabriel Romero؛ مواليد 27 أبريل 1998) لاعب كرة قدم أرجنتيني يلعب قلب دفاع لنادي توتنهام هوتسبير الإنجليزي و‌منتخب الأرجنتين.
سبق له وأن لعب لناديي جنوى و‌أتالانتا في إيطاليا قبل أن ينتقل في مطلع موسم 2021-2022 إلى نادي توتنهام هوتسبير الإنجليزي.

## الإنجازات
الأرجنتين
- كأس العالم: 2022[6]
- كوبا أمريكا: 2021[7]، 2024
- كأس الأبطال كونميبول–يويفا: 2022[8]

فردية
- أفضل مدافع في الدوري الإيطالي: 2020–21[9]
- تشكيلة البطولة في كوبا أمريكا: 2021[10]

## وصلات خارجية
- كريستيان روميرو على موقع إي إس بي إن إف سي (الإنجليزية)
- كريستيان روميرو على موقع قاعدة بيانات كرة القدم.إي يو (الإنجليزية)
- كريستيان روميرو على موقع ناشيونال فوتبول تيمز (الإنجليزية)
- كريستيان روميرو على موقع Soccerbase.com (لاعب) (الإنجليزية)
- كريستيان روميرو على موقع Soccerway.com (الإنجليزية)
- كريستيان روميرو على موقع عالم كرة القدم.نت (الإنجليزية)